# P. Mobil
P. Mobil – węgierska hardrockowa grupa muzyczna, powstała w 1973 roku na bazie zespołu Gesarol. Kariera zespołu rozpoczęła się w 1973 roku od udanego występu na festiwalu w Diósgyőr. Zespół wielokrotnie zmieniał skład, a jego członkowie zakładali takie zespoły, jak P. Box, Dinamit czy Mobilmánia. W 1985 roku zespół rozpadł się, ale dziewięć lat później reaktywował się. Ogółem wydał sześć albumów studyjnych.

## Członkowie

### Lider zespołu
- Lóránt Schuster

### Wokal
- Györgyi Huszár (1973-1974)
- Miklós Serényi (1973-1974)
- Gyula Vikidál (1973-1976, 1976–1979)
- Gábor Szegváry (1976)
- Péter Tunyogi (1979-1997)
- Joe Rudán (1997-2007)
- László Baranyi (od 2008)

### Gitara
- Sándor Bencsik (1973-1980)
- Gábor Lengyel (1974-1976)
- Vilmos Sárvári (1980)
- Ferenc Tornóczky jr (od 2001)

### Gitara basowa
- László Losó (1973-1974)
- László Kékesi (1974-1997)
- Egon Póka (1997-1998, 1999–2009)
- Péter Lieber (1998)
- András Szkladányi (1998-1999)
- Dániel Tarnai (od 2009)

### Instrumenty klawiszowe
- István Cserháti (1977-1980)
- András Zeffer (1980-1997)
- Gyula Papp (1998-1999, od 2009)
- János Fogarasi (2000-2001)

### Perkusja
- András Póta (1973-1974, 1995)
- Zoltán Pálmai (1974-1978)
- István Mareczky (1978-1983, 1994)
- András Gyenizse (1983)
- Tibor Donászy (1983-1985)
- Dezső Döme (1994-1995)
- Gábor Németh (1995-1998, 2001–2009)
- Mátyás Szakadáti (2009)
- Zsolt Szebelédi (od 2009)

## Dyskografia

### Albumy studyjne
- Mobilizmo (1981)
- Heavy Medal (1983)
- Honfoglalás (1984)
- Ez az élet, Babolcsai néni! (1994)
- Kutyából szalonna (1998)
- Mobileum (2009)

### Albumy koncertowe
- Worst of P. Mobil (1994)
- Rest of P. Mobil (1995)
- Az „első” nagylemez '78 (1998)
- Fekete bárányok (2003)
- Magyar fal (2004)

### Kompilacje
- Stage Power (1993)

### Single
- Kétforintos dal / Menj tovább (1978)
- Forma I. / Utolsó cigaretta (1979)
- Miskolc / Csizma az asztalon (1980)
- Fegyvert veszek (2009)
- Gyöngyök és disznók (2009)